# Nganassanes
Cet article concerne le peuple nganassane. Pour la langue nganassane, voir Nganassane.
Les Nganassanes (autres transcriptions : Nganassan, Nganasan) sont un peuple samoyède du Nord de la Sibérie centrale, dans le kraï de Krasnoïarsk, au nord du cercle polaire.

## Appellation
L'appellation de leur groupe provient de la distinction du terme nja, désignant « l'homme » , « l'humain » , dans leur langue actuelle (XXe siècle). De là, l'ethnographe Boris O. Dolgikh indique que « les hommes authentiques » se dit nganasana.
Il devient alors important de comprendre que les Nganassanes actuels sont les descendants de plusieurs groupes ou « clans » distincts : principalement des Samoyèdes nganassanes, mais aussi des Samoyèdes énètses et des Toungouses.

## Répartition et localisation
Le peuple actuel des Nganassanes est principalement réparti dans le centre et la moitié nord-occidentale de la péninsule du Taïmyr, au sein du raïon dolgano-nénètse de Taïmyr du kraï de Krasnoïarsk et dans les régions sous l'administration de la ville de Doudinka. Entre les années 1940 et 1960, dans le cadre du plan soviétique de sédentarisation des peuples nomades, des villages ont été construits pour eux loin de leurs lieux de nomadisation traditionnels, sur le territoire des Dolganes : Oust-Avam, Volotchanka et Novaïa. De nos jours, la majorité des Nganassanes est toujours concentrée dans ces villages. Seule une centaine de personnes vit dans un état de semi-sédentarité dans la toundra, subsistant de la chasse et de la pêche, sur le cours supérieur de la Doudypta.
Historique de la démographie des Nganassanes en Russie au XXe siècle, :

## Langue
La langue du peuple nganassane est le nganassane, une langue samoyède. Selon les données du recensement de 2010 en Russie, la plupart des Nganassanes maîtrise le russe (851 personnes sur 862) ; en revanche, toujours selon le même recensement, seules 125 personnes parlent le nganassane, essentiellement des personnes âgées.

## Analyse génétique
L'analyse du chromosome Y de l'ADN (qui se transmet en ligne directe par les hommes), les Nganassanes appartiennent à 92 % à l'haplogroupe N1a2b-P43 (ru) (« samoyède »), à 5 % à l'haplogroupe C, et à 3 % à l'haplogroupe O (Y-ADN). C'est le plus haut indicateur d'haplogroupe N1a2b parmi tous les peuples (les Nénètses sont à 74 %).

## Économie et coutumes
Les activités traditionnelles des Nganassanes sont la chasse au renne sauvage, à la sauvagine, et depuis le XIXe siècle, la renniculture ; ils s'adonnent dans une moindre mesure à la traite des fourrures et à la pêche.
La chasse a principalement lieu pendant l'été et l'automne (de juin à novembre).

### Habitation traditionnelle
L'habitation traditionnelle est un tchoum conique similaire à celui des Nénètses. Sa taille dépendait du nombre de personnes habitant dedans (ce qui est plus avantageux que d'habiter dehors, surtout sous ces climats), habituellement entre une et cinq familles; et fluctuait en moyenne entre 3 et 9 m de diamètre. Les armatures du tchoum étaient composées de 20 à 60 longues perches assemblées en forme de cône et recouvertes de peau de renne. Pour l'été, le tchoum était recouvert d'une couche de peau, alors que deux couches étaient nécessaires en hiver. La porte était faite du même matériau, et installé en fonction de la direction du vent. En hiver, des tas de terre étaient érigés autour du tchoum pour le protéger du vent. Au centre du tchoum, en face de l'entrée, se trouvait le foyer. Au sommet du tchoum se trouvait une ouverture pour l'évacuation des fumées. Derrière le foyer se trouvait la « place propre » (sieng), où les femmes ne devaient pas aller. La place des femmes était près de l'entrée, où étaient entreposés les ustensiles domestiques. 
Depuis les années 1930, le balok dolgane est aussi utilisé : il s'agit d'un traineau surmonté d'armatures sur lesquelles sont tendues des peaux de rennes ou des bâches. Au cours de l'année, les meneurs de rennes changent trois fois d'habitation : ils utilisent le balok en hiver, le tchoum en été et une tente couverte de bâches en automne. L'entrée de l'habitation est habituellement orientée au sud-est. À la fin du XIXe siècle et au début du XXe siècle, les Nganassanes n'avaient pas de lieu de vie permanent. Les trajets de transhumance étaient planifiés à l'avance avec les voisins.

### Vêtements et mode
Les vêtements traditionnels sont fabriqués à partir de fourrure de renne. 
Au printemps, pour protéger les yeux de la lumière aveuglante, ils portaient des lunettes de neige, constituées d'une plaque métallique ou en os comportant une fente, maintenue à l'aide d'une lanière de cuir.
Les hommes comme les femmes portaient les cheveux longs, attachés en deux tresses lubrifiées à la graisse de renne. Ils avaient l'habitude d'accrocher des pendentifs métalliques à leurs tresses.

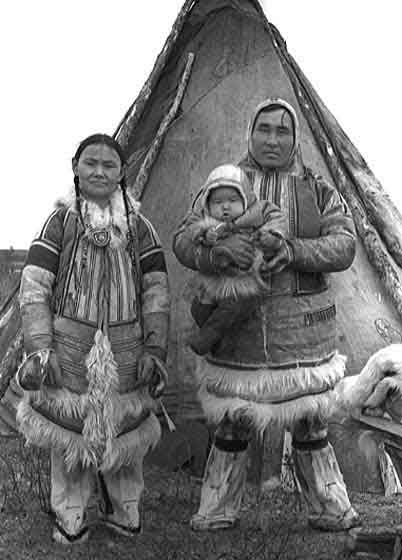
Famille, 1927
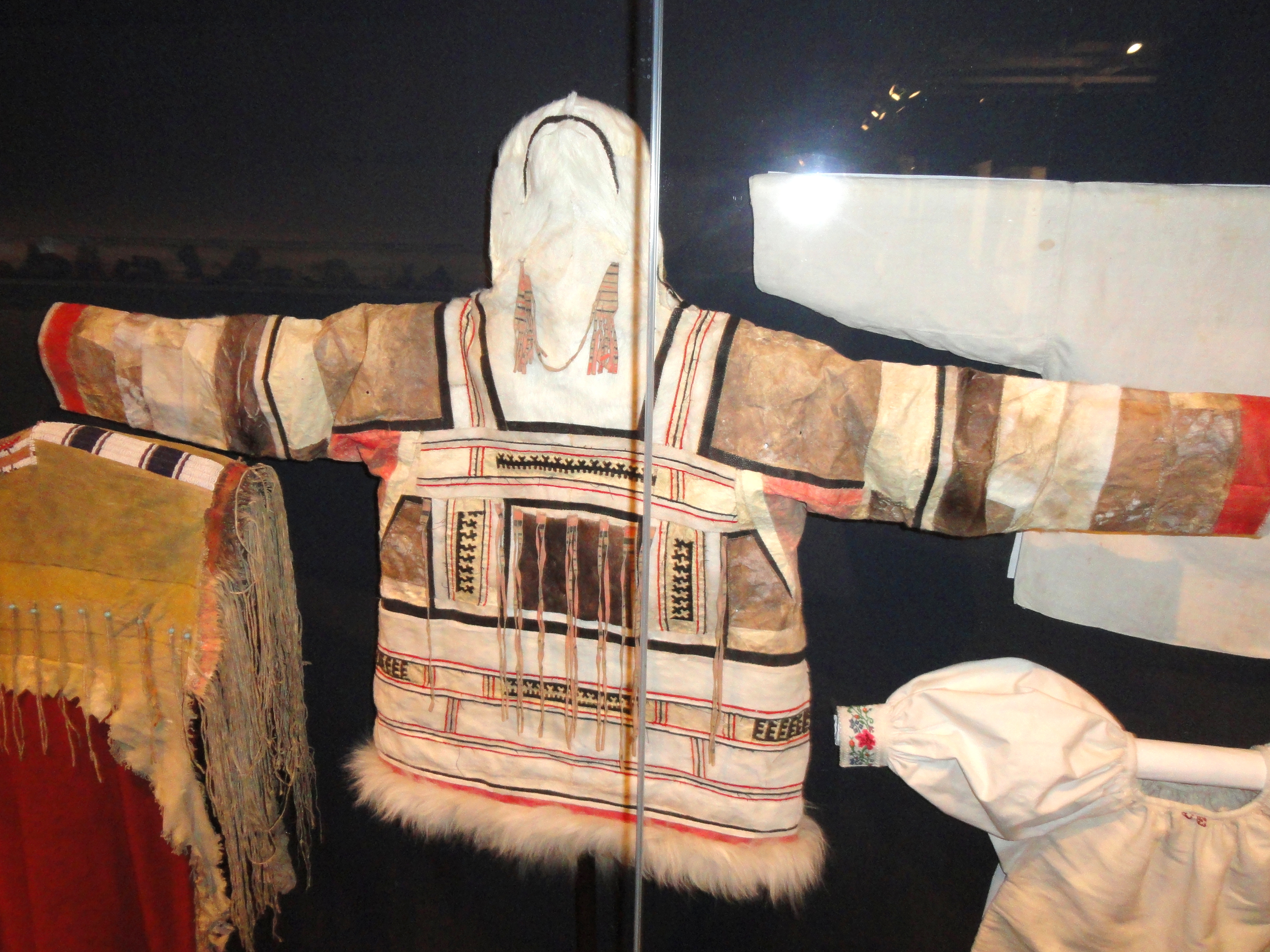
Vêtement de garçon, 1950~
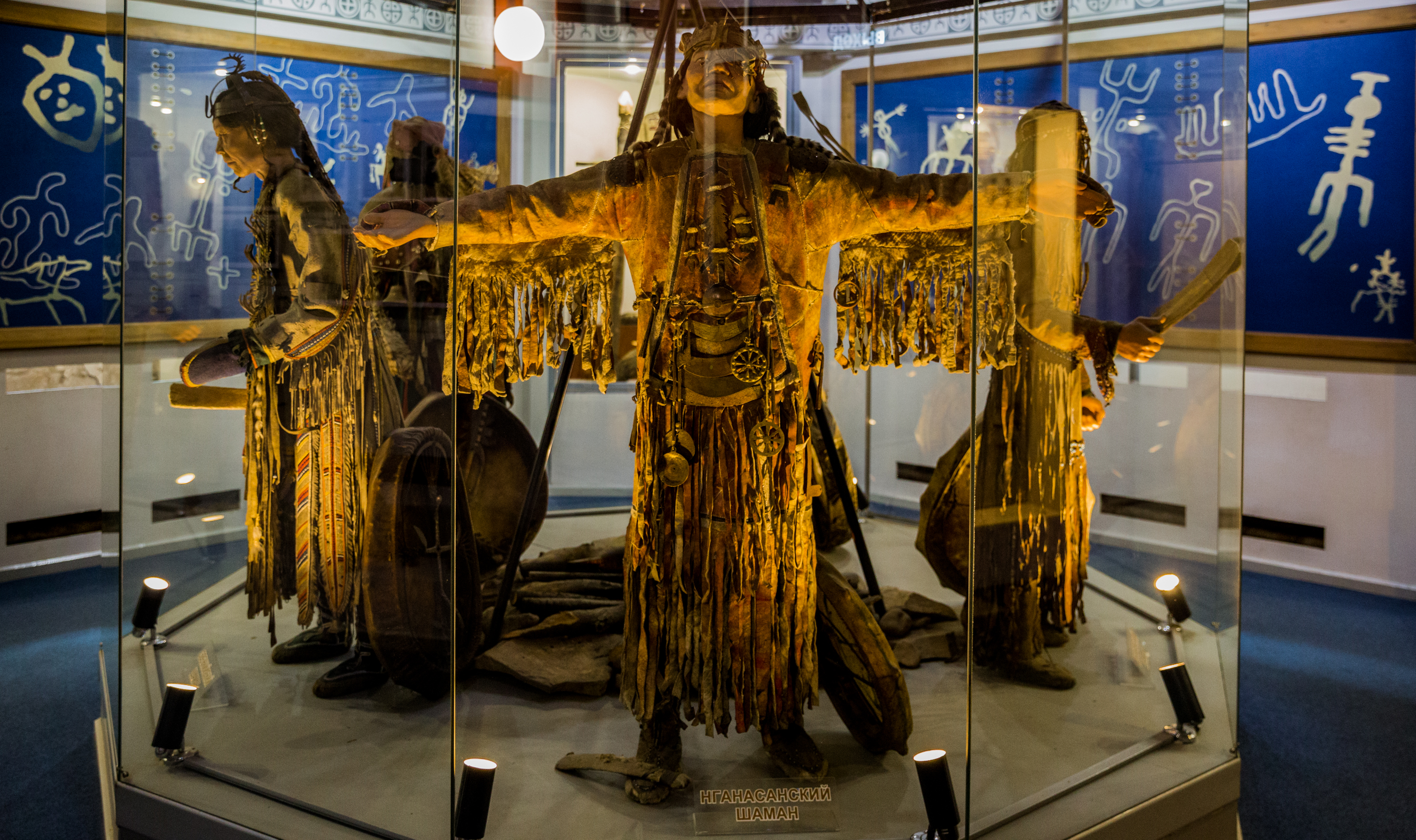
Tenue de shaman
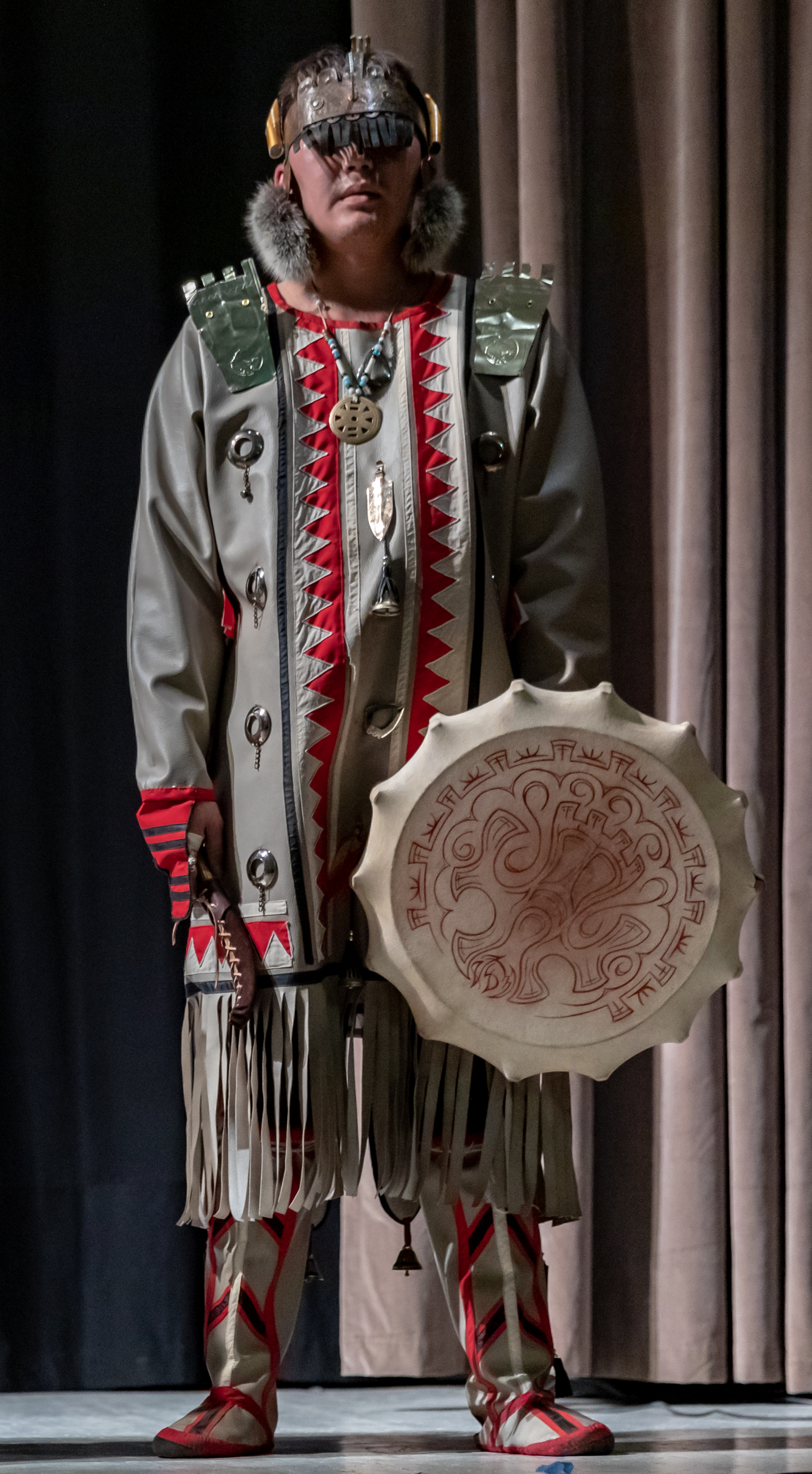
Tambourineur
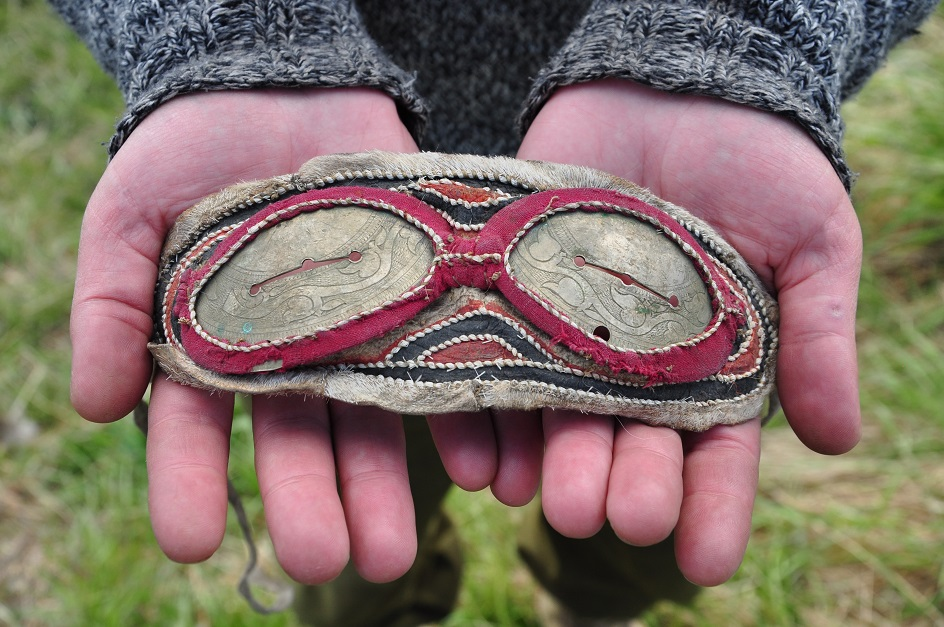
Lunettes nganassanes

## Folklore
Le folklore nganassane n'a commencé à être étudié qu'à la fin des années 1920. Lors des recensements circumpolaires de 1926-1927, plusieurs articles furent dédiés au folklore nganassane. Dans les années 1930, Andreï Popov a consigné les textes de chamans nganassanes (ngueda).
Le folklore oral des Nganassanes est divisé en deux pans majeurs : les sitabi, poèmes héroïques au sujet de chevaliers, et les diouroumé, qui regroupent le reste des genres prosaïques. Une part importante du folklore est réservée aux chants d'improvisation (baly), aux chansons grivoises (kaïngueïrou), aux énigmes (toumta) et aux proverbes.

### Source
- (ru) Boris O. Dolgikh, « Proisxoždenie nganasanov » (trad : L'origine des Nganassanes), in Sibirskij etnografičeskij sbornik (Moscou), 1952, no 1 p. 5-87.
- Jean-Luc Lambert, Sortir de la nuit : Essai sur le chamanisme nganassane (Arctique sibérien), Centre d'études mongoles et sibériennes, Paris, 2003, 565 p.  (ISBN 978-2-9518888-1-4) (numéro de Études mongoles et sibériennes, 33-34)
- (en) Aleksandr Aleksandrovitch Popov, The Nganasan : the material culture of the Tavgi Samoyeds (trad. Elaine K. Ristinen), Indiana University, Bloomington (Ind.) ; Mouton, The Hague, 1966, 168 p.
- Jean-Luc Lambert, « Recherches contemporaines sur les ethnies de la presqu’île de Taïmyr (Arctique sibérien) », Journal des anthropologues, no 87,‎ 2001 (lire en ligne, consulté le 28 octobre 2017)
- Jean-Luc Lambert, « Une fille solaire pour le chamane nganassane », Études mongoles et sibériennes, no 24,‎ 1993, p. 13-36 (lire en ligne, consulté le 28 octobre 2017)